# Merzenich (Zülpich)
Merzenich is een plaats in de Duitse gemeente Zülpich, deelstaat Noordrijn-Westfalen, en telt 148 inwoners (2006).
Het dorpje ligt ruim 2 kilometer ten zuiden van het stadje Zülpich zelf, in een vruchtbaar landbouwgebied. Het bestond wellicht reeds in de late Romeinse tijd onder de naam Martiniacum, in de loop der eeuwen verbasterd tot Merzenich. In 1140 wordt Merzenich voor het eerst in een document vermeld.

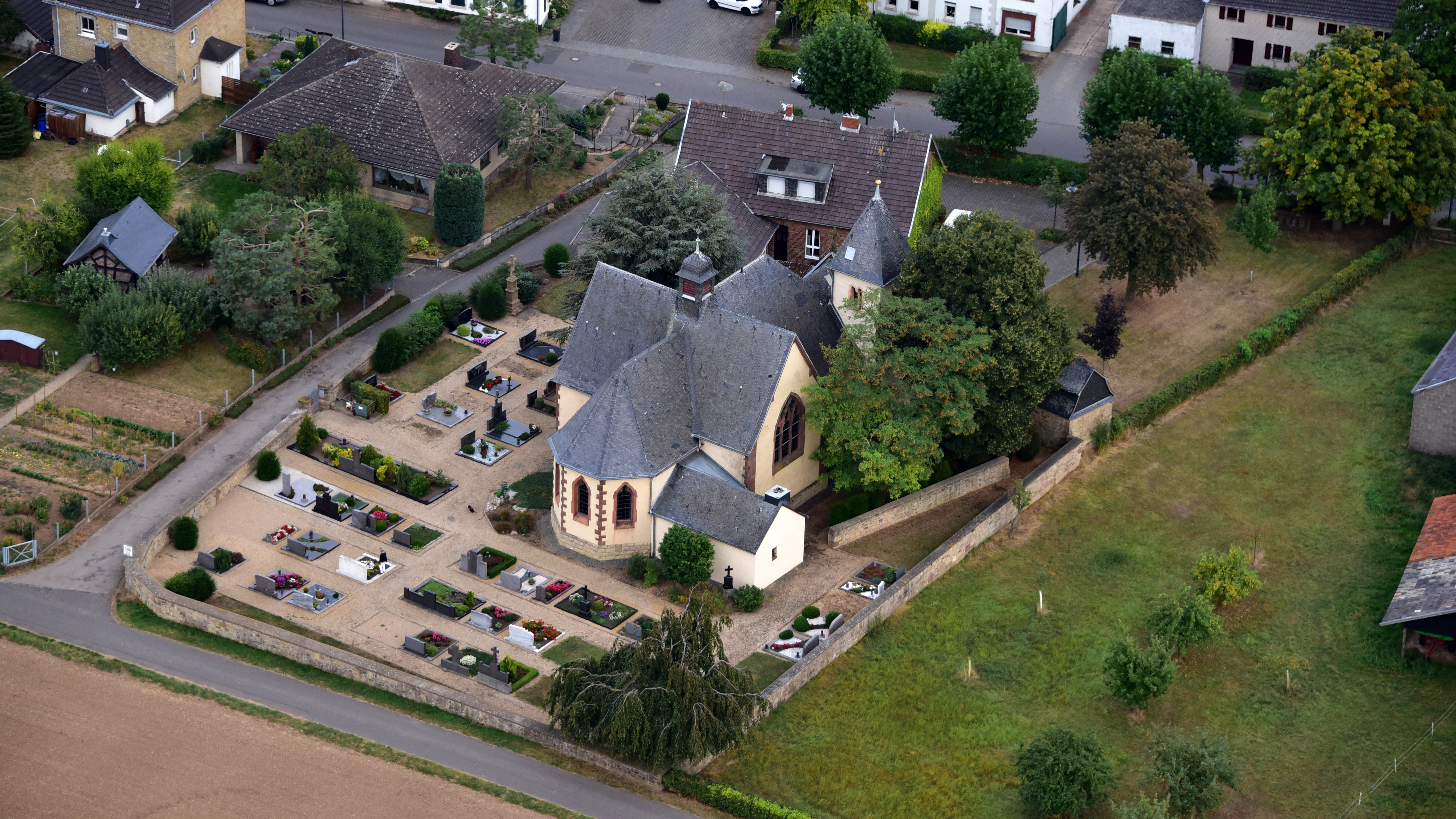
St. Severinuskerk, Merzenich (Zülpich)

Merzenich (Zülpich) moet niet worden verward met Merzenich (Noordrijn-Westfalen), dat minder dan 25 kilometer verder noordwestelijk, direct ten oosten van Düren ligt. Ook deze plaats heette in de late Romeinse tijd Martiniacum, wellicht omdat de stichter van ook die plaats Martinus heette.